# Trabada
Trabada er en by og kommune i det nordvestlige Spanien i provinsen Lugo. Den har et indbyggertal på 1.083 (2024) indbyggere.